# Лучињано (Фиренца)
Лучињано (итал. Lucignano) је насеље у Италији у округу Фиренца, региону Тоскана.
Према процени из 2011. у насељу је живело 238 становника. Насеље се налази на надморској висини од 306 м.